# Kwartjesboom

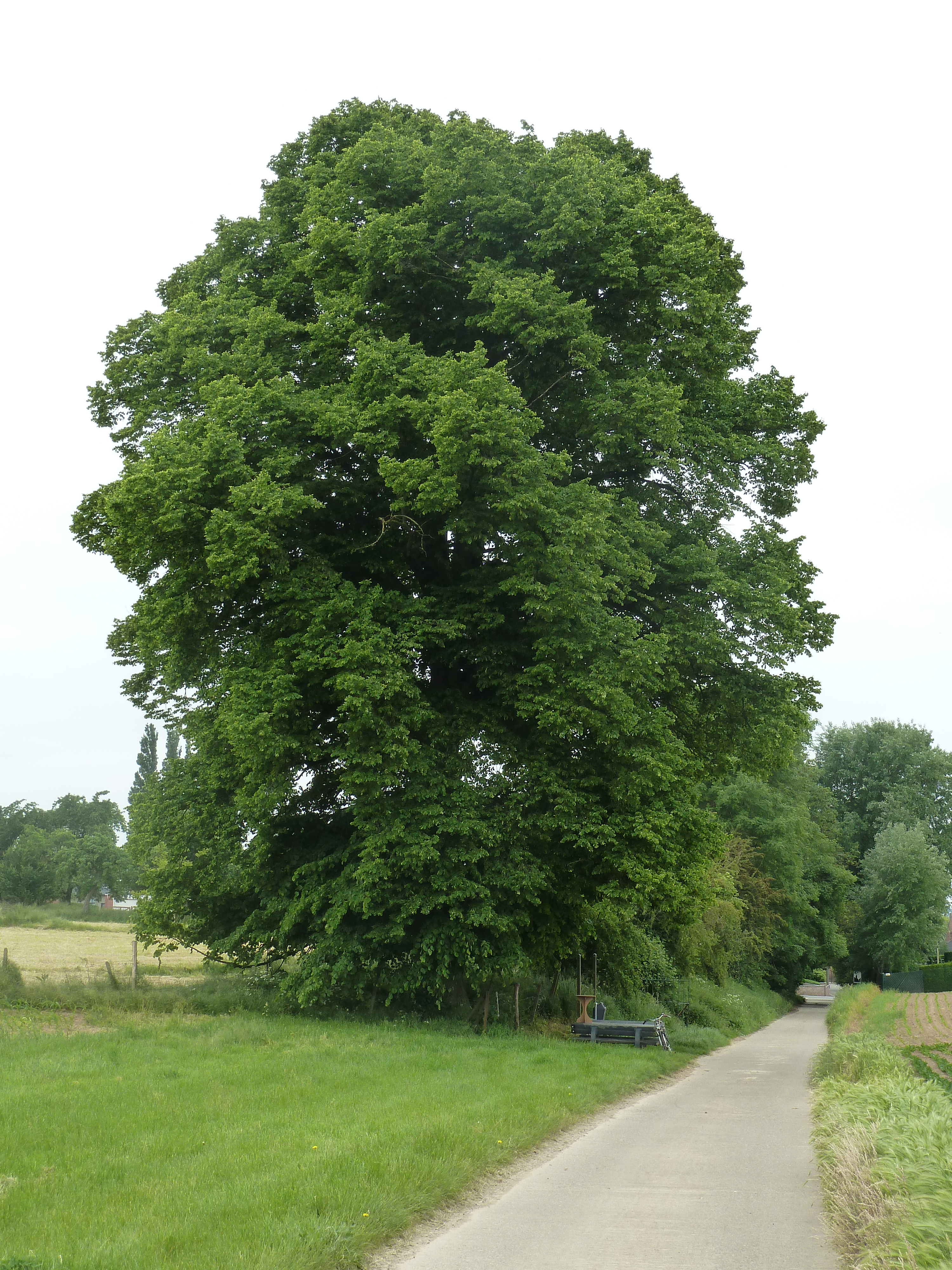
De Kwartjesboom

De Kwartjesboom is een boom in Val-Meer in de gemeente Riemst in de Belgische provincie Limburg. De boom staat aan de noordoostzijde van het dorp aan het verlengde van de Bodemstraat. De boom staat op zo'n 800 meter ten noorden van de Sint-Stefanuskerk.
De Kwartjesboom is een linde met op een bord een houten kruis met corpus. Op de boom zijn oude kwartjes getimmerd, muntstukken van 0,25 Belgische frank, en de boom vormde daarmee een soort spijkerboom. Deze kwartjes werden door mensen met tandpijn op de boom getimmerd om zo de pijn over te dragen aan de boom en er zelf van af te komen. In de jaren 1960 vond de lokale pastoor dit onacceptabel bijgeloof en preekte hiertegen. Ook vond er in die tijd een verspreiding van betere mondhygiëne plaats door de komst van de tandenborstel en betere technieken om mensen te verdoven bij de tandarts. Het ritueel raakte toen in onbruik.
In recentere tijden hebben lokale inwoners nieuwe kwartjes in de boom geslagen om dit stukje volksgeloof weer zichtbaar te maken.